# Podział administracyjny Kościoła katolickiego w Sri Lance
Podział administracyjny Kościoła katolickiego w Sri Lance – w ramach Kościoła katolickiego w Sri Lance funkcjonuje obecnie jedna metropolia, w których skład wchodzi jedna archidiecezja i jedenaście diecezji.
Jednostki administracyjne Kościoła katolickiego obrządku łacińskiego w Sri Lance:

## Metropolia Kolombo
- Archidiecezja Kolombo
  - Diecezja Anuradhapura
  - Diecezja Badulla
  - Diecezja  Batticaloa
  - Diecezja Chilaw
  - Diecezja Galle
  - Diecezja Jaffna
  - Diecezja Kandy
  - Diecezja Kurunegala
  - Diecezja Mannar
  - Diecezja Ratnapura
  - Diecezja Trincomalee